# گرانر
گرانر (انگلیسی: Gruner) شرکت مهندسی سوئیسی است، که در سال ۱۸۶۲ تأسیس شد.